# Proboscis
Ne doit pas être confondu avec Trompe (biologie).

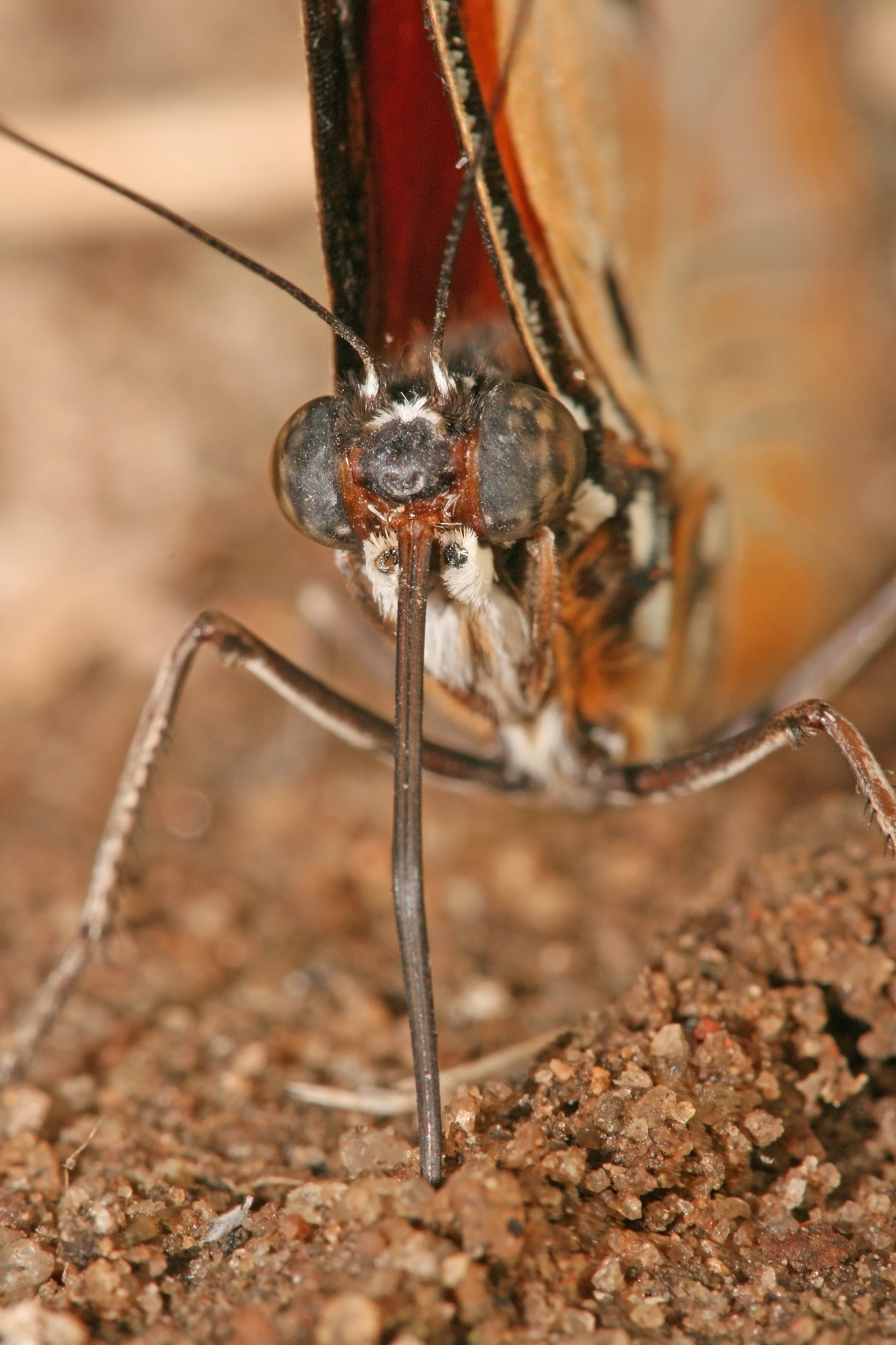
Proboscis de papillon.

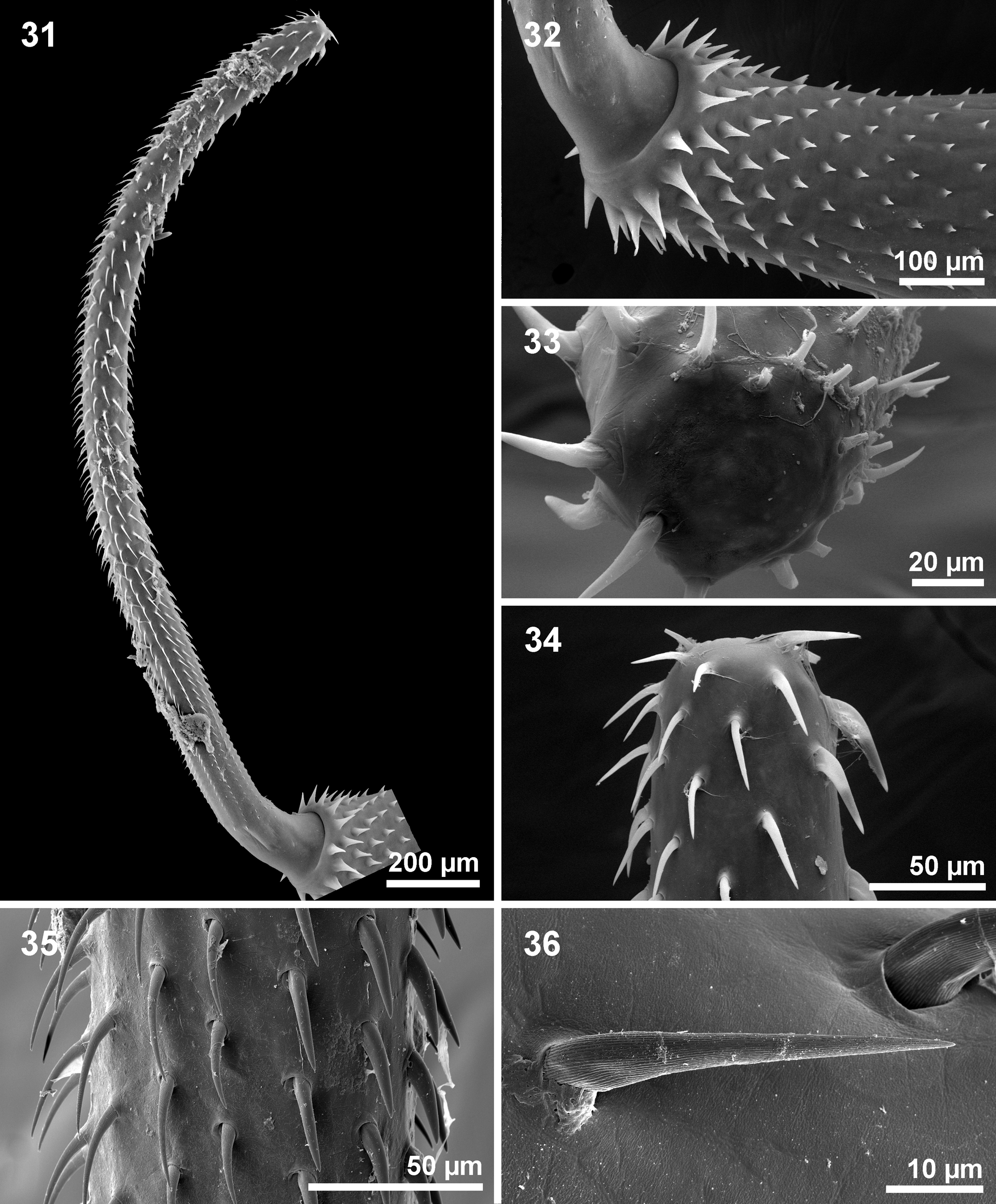
Microscopie électronique à balayage du proboscis d'un Acanthocéphale.

Le proboscis, couramment appelé la trompe, est un appendice de forme allongée situé sur la tête de certains animaux. Il s'agit généralement d'un organe multifonctions, parmi celles-ci on peut citer : la succion (lépidoptères, diptères, hyménoptères, némertiens, gastéropodes, tapir), la fixation (acanthocéphales), la préhension (éléphant) ou la séduction et la communication (nasique, éléphant de mer).
En tératologie, le proboscis est une anomalie congénitale où le nez se présente sous la forme d'un tube.

## Trompe au sens strict, chez les mammifères

### La fonction d'une vraie trompe
Chez les éléphants et les tapirs, la désignation de proboscis inclut une structure nasale, qui, à côté de sa fonction originale d'organe sensoriel, sert à titre de préhension pour la nourriture. Elle sert de pompe d'aspiration et de refoulement lors de la boisson ou lors des bains de boue, comme un outil pour les soins du corps, comme moyen de transport, comme une arme, comme un tuba ou de moyen d'interaction sociale entre les individus et à la communication.
Contrairement à la trompe de l'éléphant qui est plus longue, la trompe des tapirs est moins polyvalente. Ainsi, la taille de la trompe limite l'utilité. Cependant, elle sert comme pour les éléphants à la communication sociale ou de tuba.

### Conditions anatomiques

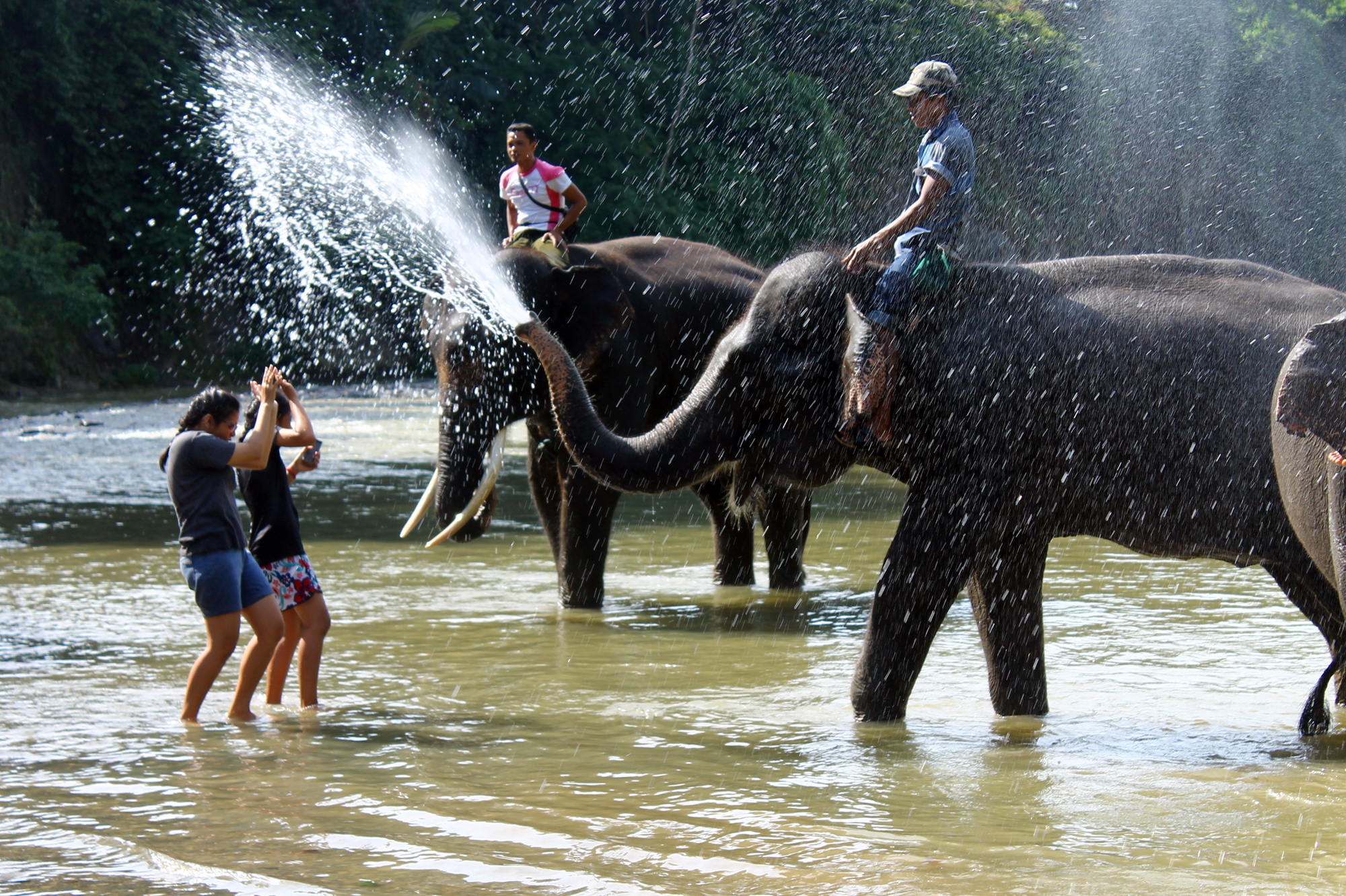
Éléphant utilisant sa trompe pour arroser des touristes.

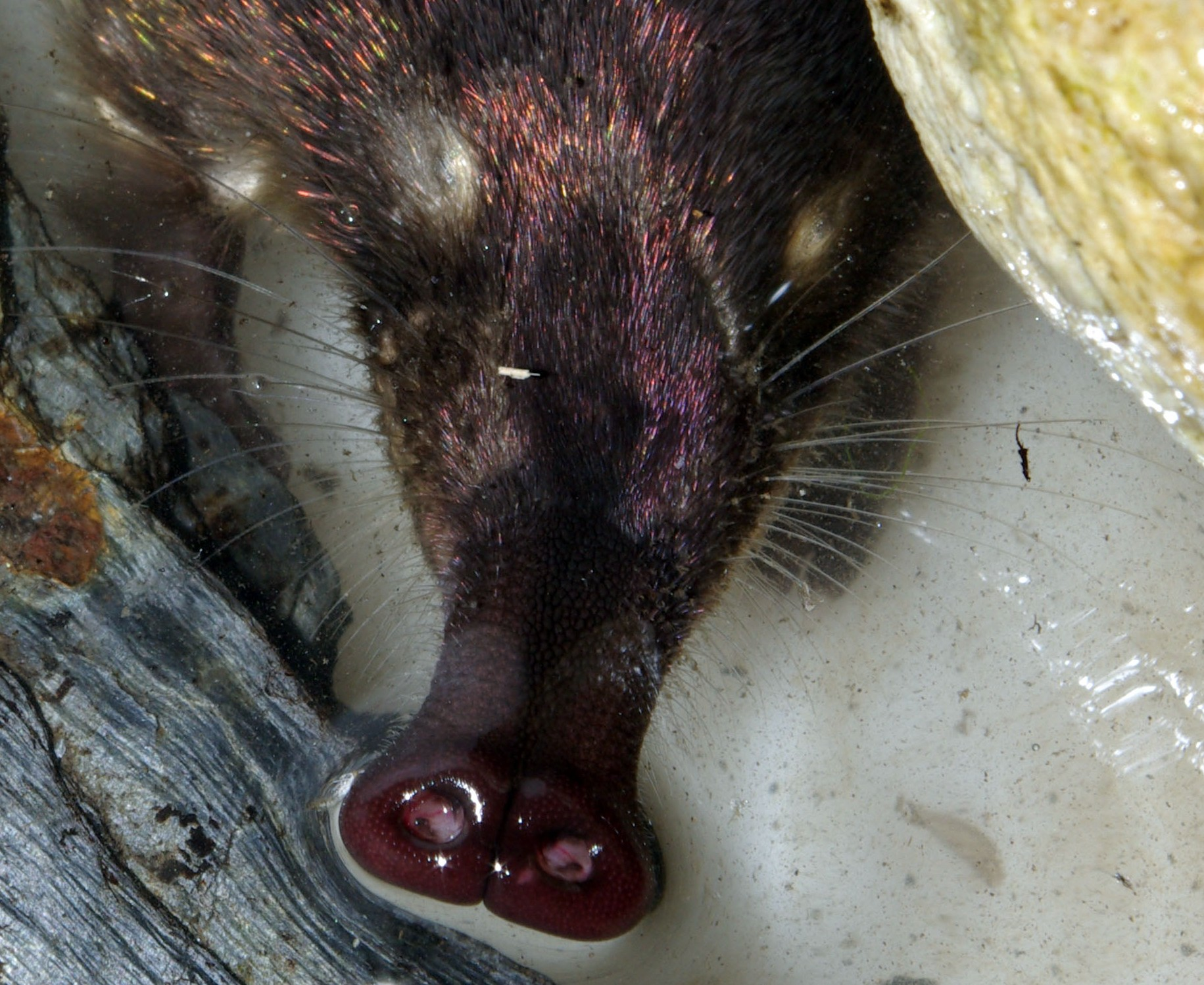
Proboscis de desman des Pyrénées, lui servant à repérer ses proies dans la vase.

Les véritable trompes fonctionnelles se retrouvent aujourd'hui seulement chez les éléphants (Elephantidae) et les tapirs (Tapiridae) dans le groupe des mammifères. Une véritable trompe implique une fusion du nez avec la lèvre supérieure et de l'émergence d'un tuyau long et charnu avec des narines en bas, une extrémité libre et une base dépourvue d'os ou cartilages. Il se compose principalement de muscles, de nerfs, de tissus conjonctifs, de vaisseaux sanguins et lymphatiques, ainsi que de peau et de poils. Le tissu cartilagineux est situé dans le crâne et sépare entre autres les deux narines. La flexibilité et la mobilité de la trompe est assurée par un grand nombre de muscles longitudinaux, transversaux, hélicoïdaux et obliques. Le nombre de muscles pour les éléphants est estimé à environ 150 000.
Lors de la mise en place d'une trompe fonctionnelle chez les éléphants et les tapirs, de nombreuses transformations ont eu lieu, à la fois sur le squelette au niveau du crâne, mais aussi sur les tissus mous (nez et lèvre supérieure). Parmi ces changements, l'os nasal s'est réduit et décalé à l'arrière du crâne, et les narines se sont partiellement avancées. En revanche, d'autres os de la face, comme le maxillaire, ou le prémaxillaire ont grossi et ont servi comme un point de départ de la musculature de la trompe. De plus, le centre de la mâchoire a complètement perdu le contact avec l'os nasal et chez l'Éléphant il constitue la gigantesque alvéole dentaire des défenses. À la fois chez les Éléphants et les Tapirs, ces changements sont clairement reconnaissables dans la structure crânienne : la réduction de la partie supérieure du visage était nécessaire pour que l'étendue de la musculature de la trompe obtienne assez de place. Toutefois, la transformation du crâne des éléphants est beaucoup plus avancée et concerne aussi de vastes zones du maxillaire, du mandibule inférieur et supérieur et de la dentition. En effet, la dentition frontale est clairement réduite, car chez les éléphants actuels et chez de nombreux éléphants éteints, il n'y a pas d'incisives, dont la fonction principale de la prise alimentaire avec la trompe a été perdue. Les tapirs, en revanche, ont toujours la dentition avant complète mais elle est structurée par de petites incisives.

### Évolution de la trompe chez les mammifères
Chez les éléphants comme chez les tapirs, le développement de la trompe a commencé relativement tôt dans la phylogénie. Chez les éléphants, ce développement est associé à la croissance de la taille du corps (formation de jambes plus longues et en forme de colonne et réduction de la nuque) qui a positionné le crâne très en hauteur. La trompe est née pour combler la distance entre la tête et le sol, ce qui fait d'elle un organe vital. Peut-être les premiers proboscidiens de l'Éocène comme Numidotherium ou Barytherium avaient il une trompe déjà formée ; cela n'étant indiqué la plupart du temps que par la structure et la position haute de l'os du nez. Pour les autres ancêtres des animaux à trompe comme Moeritherium, on est sûr qu'il n'a pas adopté de trompe. L'évolution se fit progressivement et a commencé par une sorte de tapir à courte trompe, qui a aussi évolué en l'immense Deinotherium. On ignore si la trompe des éléphants actuels s'est développée qu'une seule fois ou si elle est née dans les différentes lignes des proboscidiens plusieurs fois de manière indépendante.
Chez les tapirs la trompe apparaît déjà parmi les formes de l'éocène dans le groupe des tapiroidea. Des formes très primitives telles que des Heptodon ou Hyrachyus (de) possédaient encore un espace nasal interne un peu avancé, qui rappelle plutôt les chevaux. Pour les autres représentants comme Helaletes l'espace nasal interne a été largement tiré vers l'arrière et s'est terminée au-dessus du milieu des prémolaires. Cependant, l'os nasal était encore très long, ce qui va à l'encontre d'une trompe, car, cet os intégré aurait restreint sa mobilité. Cependant, Colodon de la transition vers l'Oligocène a montré déjà une forte réduction de l'os nasal, ce qui est  très probablement la conséquence de l'apparition d'une trompe. Ainsi, il y a environ 30 millions d’années à la fois chez les éléphants et les tapirs, se formait la trompe. Chez les ancêtres des éléphants, cette tendance s'est poursuivie, mais dans un sens plus avancé.